# Жералдо Асовиадор
Жералдо Клеофас Диас Алвес (порт. Geraldo Cleofas Dias Alves; 16 апреля 1954, Баран-ди-Кокайс — 26 августа 1976, Рио-де-Жанейро), более известный как Жералдо Асовиадор (порт. Geraldo Assoviador) — бразильский футболист, полузащитник.

## Карьера
Жералдо начал карьеру в клубе «Фламенго». 25 июня 1973 года он дебютировал в основном составе команды в товарищеском матче против клуба «Гояс», где заменил по ходу встречи Зе Марио; матче завершился победой «Фламенго» 1:0. В том же году он сыграл несколько встреч в чемпионате Бразилии, часто подменяя Афонсиньо. Летом 1974 года пост наставника команды занял Жуберт, бывший тренер молодёжного состава клуба. Он начал формировать состав, привлекая молодых игроков Менго: Зико, Жералдо, Кантарели и Рондинелли. Это помогло клубу, который выиграл чемпионат штата Рио-де-Жанейро. А Жералдо провёл все 59 матчей в стартовом составе клуба. В 1975 году Жералдо уже стал одним из лидеров «Фламенго», проведя 62 матча и забив 7 голов. 4 августа 1976 года Жералдо провёл последний матч в составе клуба, в нём его команда проиграла «Американо» 0:3.
У Жералдо была болезнь — хроническое воспаление горла, и он был вынужден лечь на операцию. 26 августа 1976 года, через 20 минут после начала операции по удалению миндалин, Жералдо умер, когда у него случился анафилактический шок, вызванный реакцией организма на анастезию.

## Международная карьера
В составе сборной Бразилии Жералдо дебютировал 30 сентября 1975 года в матче Кубка Америки с Перу, в котором его команда проиграла 1:3. Также он вышел на поле в следующем матче с этой командой, где бразильцы взяли реванш — 2:0. В следующем году он помог сборной выиграть Кубок Рока. 9 июня 1976 года Жетулио провёл последний матч за сборную Бразилии.

## Международная статистика
| Матчи Жералдо Асовиадора за сборную Бразилии | Матчи Жералдо Асовиадора за сборную Бразилии | Матчи Жералдо Асовиадора за сборную Бразилии | Матчи Жералдо Асовиадора за сборную Бразилии | Матчи Жералдо Асовиадора за сборную Бразилии | Матчи Жералдо Асовиадора за сборную Бразилии | Матчи Жералдо Асовиадора за сборную Бразилии |
| -------------------------------------------- | -------------------------------------------- | -------------------------------------------- | -------------------------------------------- | -------------------------------------------- | -------------------------------------------- | -------------------------------------------- |
| №                                            | Дата                                         | Место проведения                             | Оппонент                                     | Счёт                                         | Голы                                         | Турнир                                       |
| 1                                            | 30 сентября 1975                             | Белу-Оризонти                                | Перу                                         | 1:3                                          | —                                            | Кубок Америки                                |
| 2                                            | 4 октября 1975                               | Лима                                         | Перу                                         | 2:0                                          | —                                            | Кубок Америки                                |
| 3                                            | 21 февраля 1976                              | Бразилиа                                     | сборная города Бразилиа                      | 1:0                                          | —                                            | Товарищеский матч                            |
| 4                                            | 27 февраля 1976                              | Буэнос-Айрес                                 | Аргентина                                    | 2:1                                          | —                                            | Кубок Атлантики                              |
| 5                                            | 19 мая 1976                                  | Рио-де-Жанейро                               | Аргентина                                    | 2:0                                          | —                                            | Кубок Атлантики                              |
| 6                                            | 2 июня 1976                                  | Сан-Франциско                                | УНАМ Пумас                                   | 4:3                                          | —                                            | Товарищеский матч                            |
| 7                                            | 9 июня 1976                                  | Рио-де-Жанейро                               | Парагвай                                     | 3:1                                          | —                                            | Кубок Атлантики                              |

## Достижения
- Обладатель Кубка Гуанабара: 1973
- Чемпион штата Рио-де-Жанейро: 1974
- Обладатель Кубка Рока: 1976
- Обладатель Кубка Освалдо Круза: 1976
- Обладатель Кубка Атлантики: 1976

## Личная жизнь
Жералдо был из футбольной семьи: его брат Вашингтон также был футболистом. Сын Вашингтона, Бруну Алвеш, родившийся в Португалии, стал выступать за сборную этой страны, также стали профессиональными футболистами два других сына Вашингтона — Жералду и Жулиу.
Лучшим другом Жералдо был Зико, в семье которого Асовиадора назвали «приёмным сыном». Он организовал два матча в честь памяти Жералдо, включая турнир, названный его именем.